# Leipzig-Südvorstadt
Leipzig-Südvorstadt (« les faubourgs du sud ») est un quartier de Leipzig en Allemagne.
Il est traversé du nord au sud par la Karl-Liebknecht-Straße.
En raison de sa proximité avec le centre, mais aussi avec de plus grands espaces verts, c'est un quartier résidentiel populaire avec de vieux bâtiments de l'époque wilhelminienne. Le fait qu'il soit particulièrement préféré par les jeunes s'explique notamment par la scène de pub, de cabaret et alternative développée le long de la Karl-Liebknecht-Straße et par la proximité de l'Université de Leipzig.

## Géographie
|                   | Leipzig-Zentrum-Süd |                        |
| Leipzig-Schleußig | Südvorstadt         | Leipzig-Zentrum-Südost |
|                   | Leipzig-Connewitz   |                        |

Le quartier Südvorstadt s'étend entre le centre de la ville et le quartier Connewitz. Il a été créé en tant qu'unité administrative lorsque la ville a été divisée en zones municipales en 1992 et ne coïncide pas complètement avec le quartier historique de Südvorstadt. Ce dernier commence immédiatement au sud du Innenstadtring (appelé Innere Südvorstadt, qui a été attribué au quartier Zentrum-Süd par l'administration de la ville). Cependant, le quartier actuel de Südvorstadt ne comprend que l'Outer Südvorstadt, dont la frontière nord est la Körnerstraße, la Mahlmannstraße et la Rennbahnweg (à 1 bon kilomètre au sud du Martin-Luther-Ring et à 1,7 km au sud du Leipziger Markt).
La limite sud du quartier Südvorstadt - jusqu'au quartier voisin de Connewitz - longe la Richard-Lehmann-Straße ; C'étaient également les limites de la ville de Leipzig jusqu'à ce que Connewitz soit constituée en 1891. A l'est, la Südvorstadt est bordée par les voies de l'embranchement de la ligne ferroviaire Leipzig-Hof venant de la Bayerischer Bahnhof ; au-delà se trouve le quartier centre-sud-est. À l'ouest, il borde les contreforts de la forêt alluviale de Leipzig, la rive ouest du lit de crue de l'Elster, Schleußiger Weg et Wundtstraße étant définie comme limite du district. À l'ouest se trouve Schleußig ou Connewitzer Holz.
Le quartier Südvorstadt - en tant que district statistique - a une extension nord-sud de 1,2 km et une extension est-ouest de 2 km.

## Population
| Année | Résidents |
| ----- | --------- |
| 2000  | 16.909    |
| 2005  | 19.920    |
| 2010  | 22.470    |
| 2015  | 24.847    |
| 2020  | 26.255    |
| 2023  | 26.528    |

## Sites et culture

### Caractéristiques touristiques

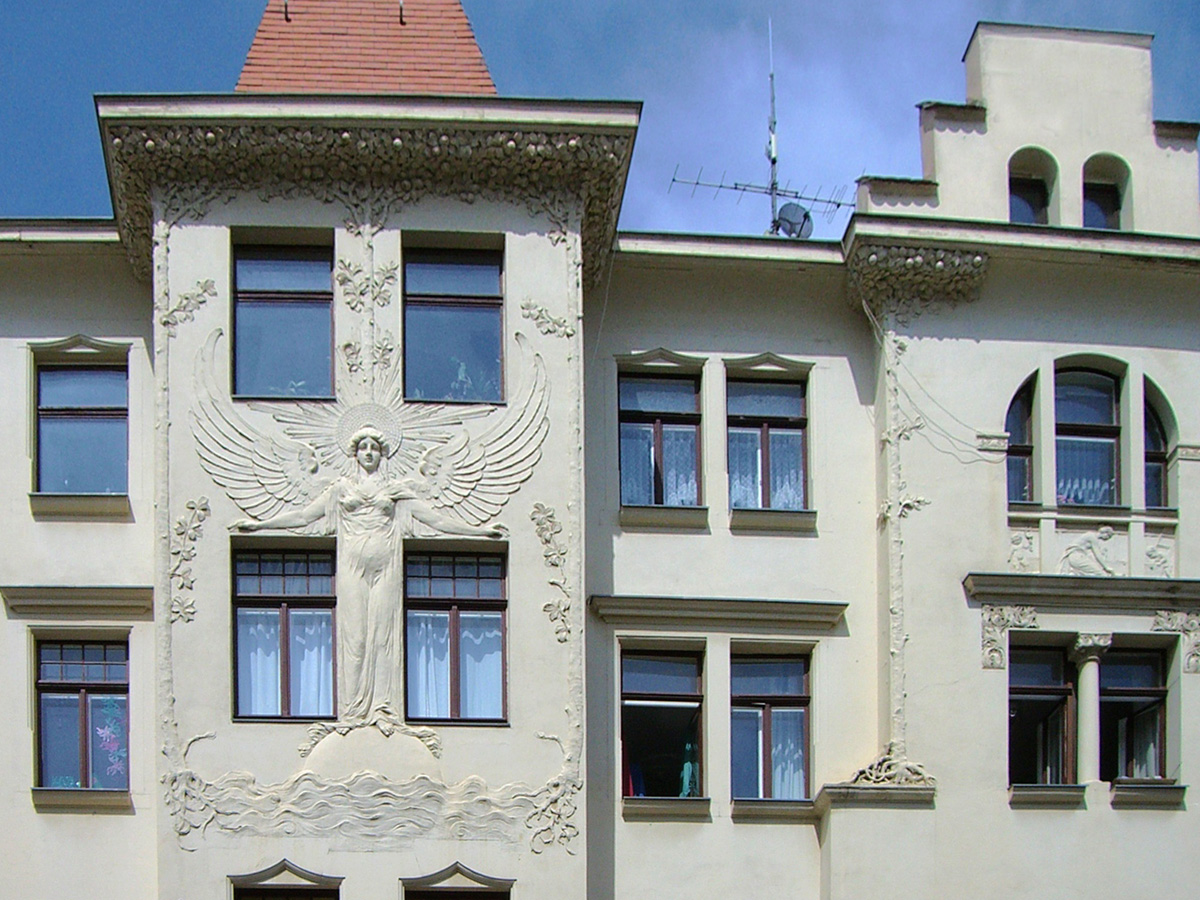
Façade Art nouveau sur Arndtstraße
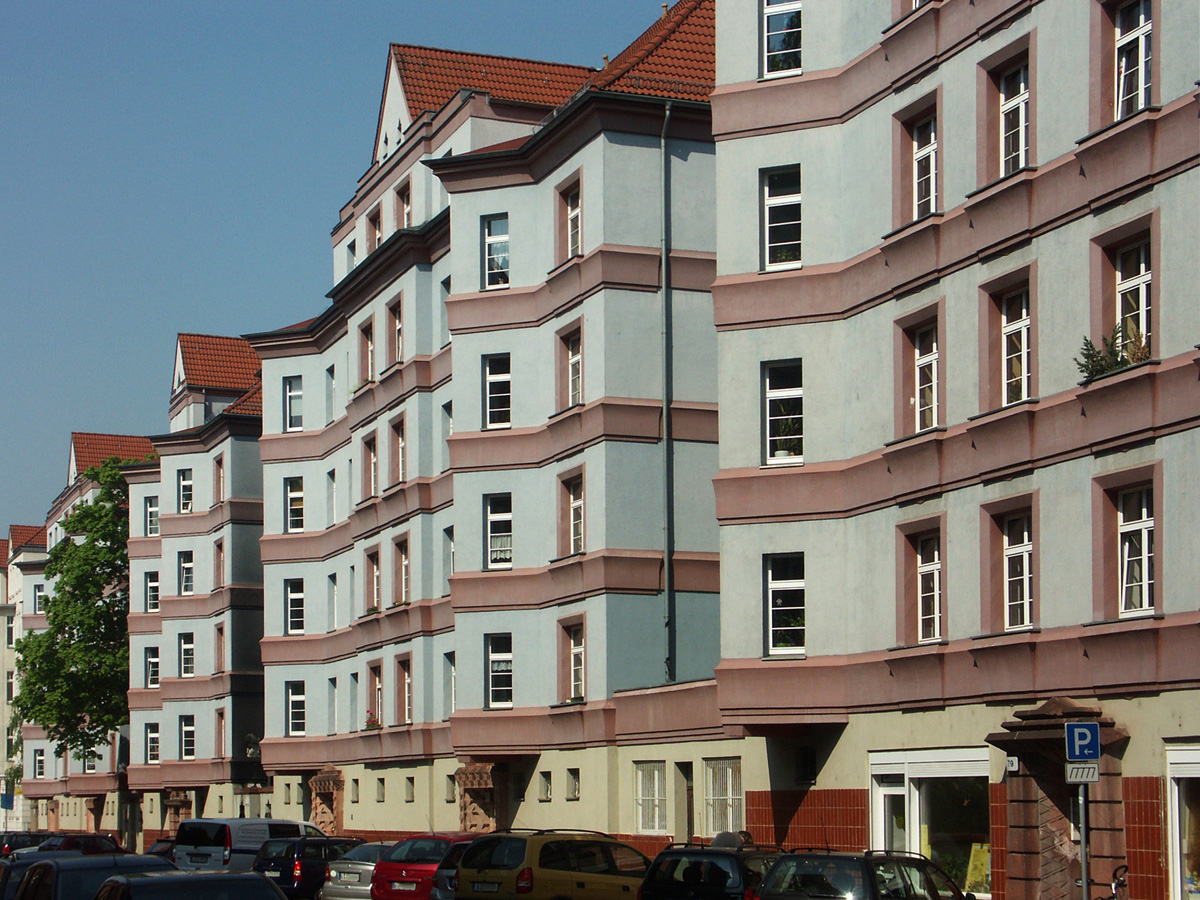
Immeuble Art déco sur la Steinstraße
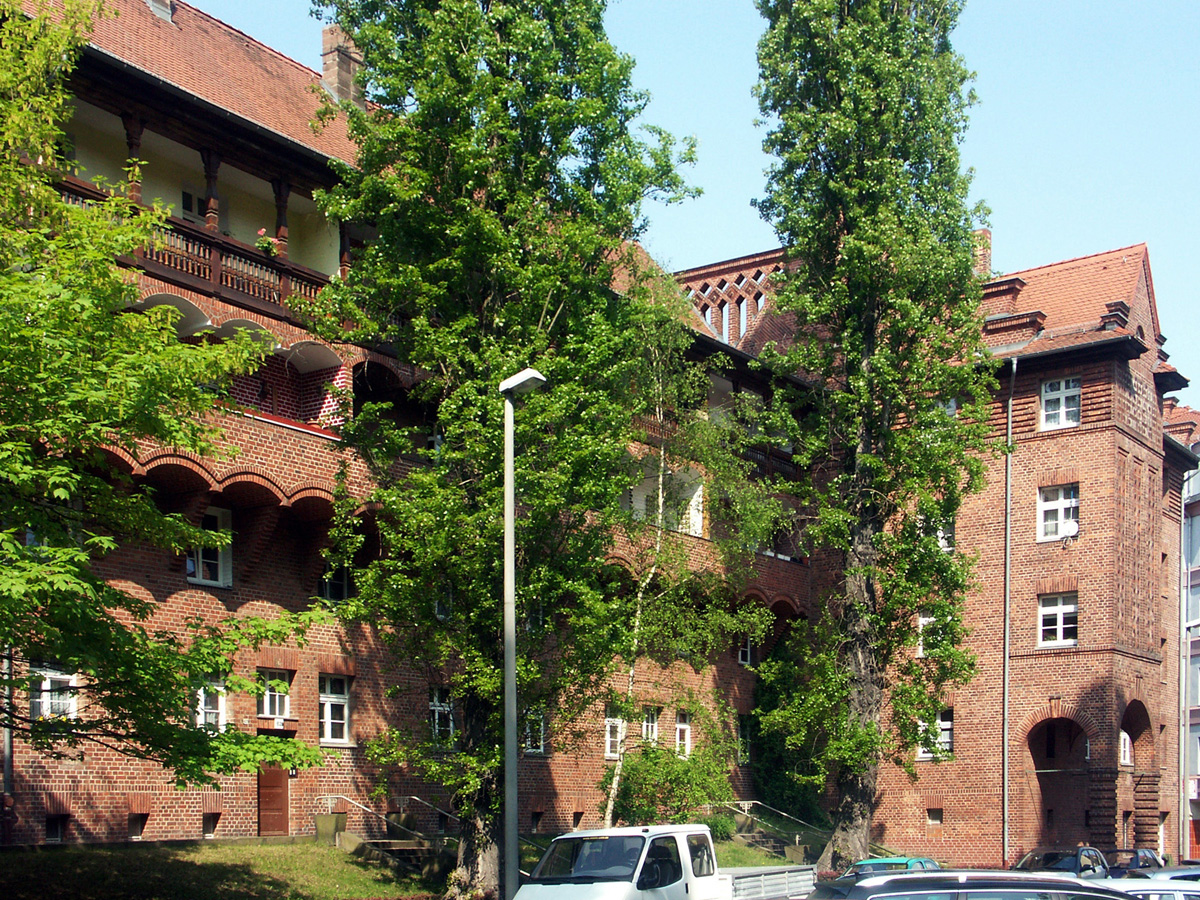
Lößniger Straße (architecte Carl James Bühring)
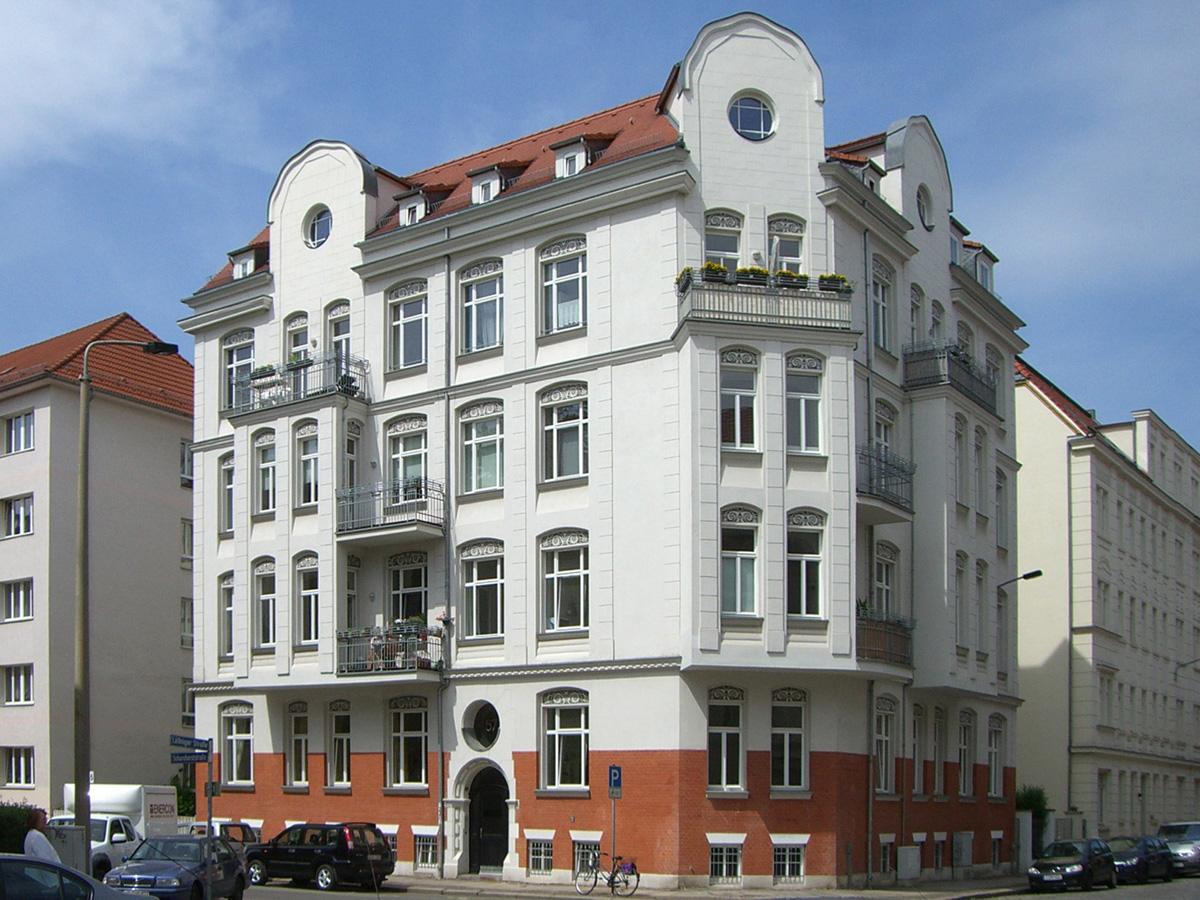
Immeuble résidentiel Lößniger au coin de la Scharnhorststraße
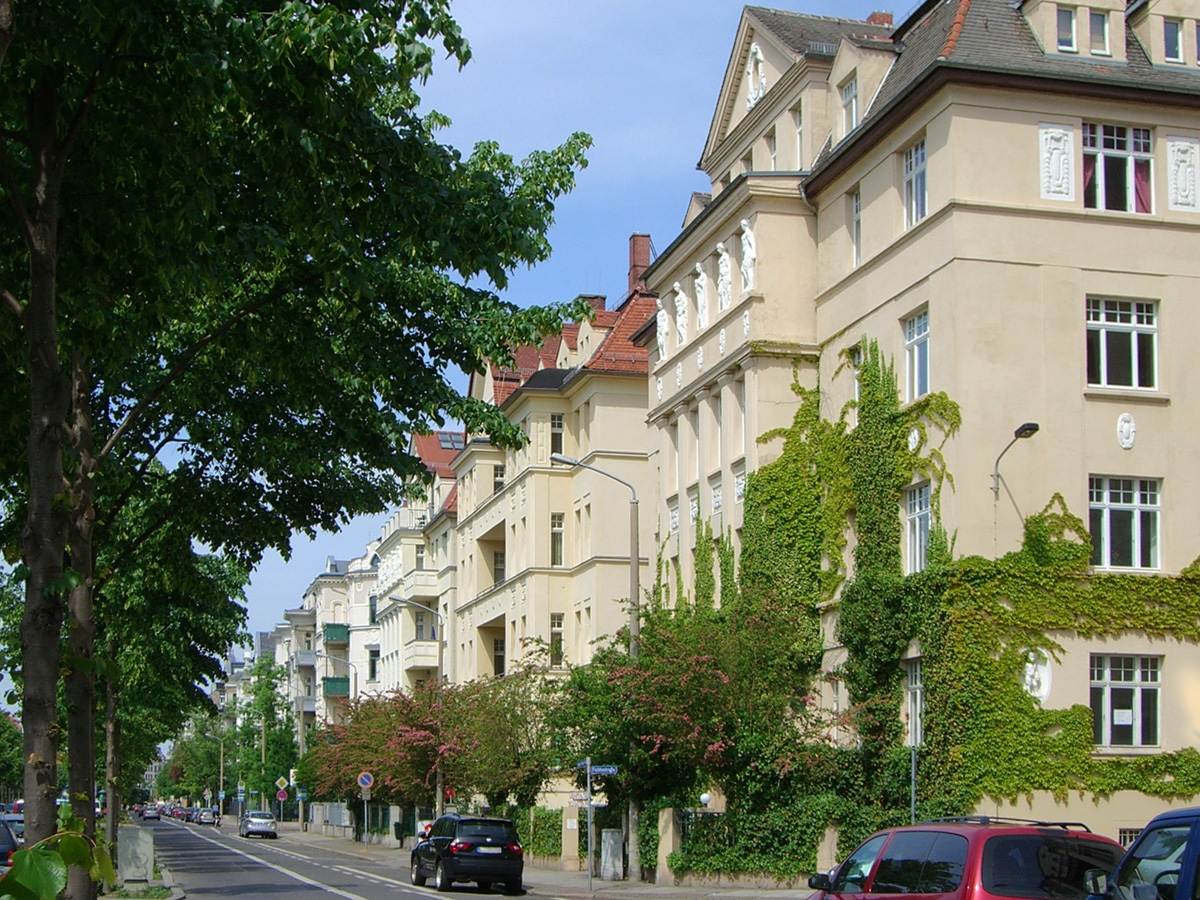
August-Bebel-Straße
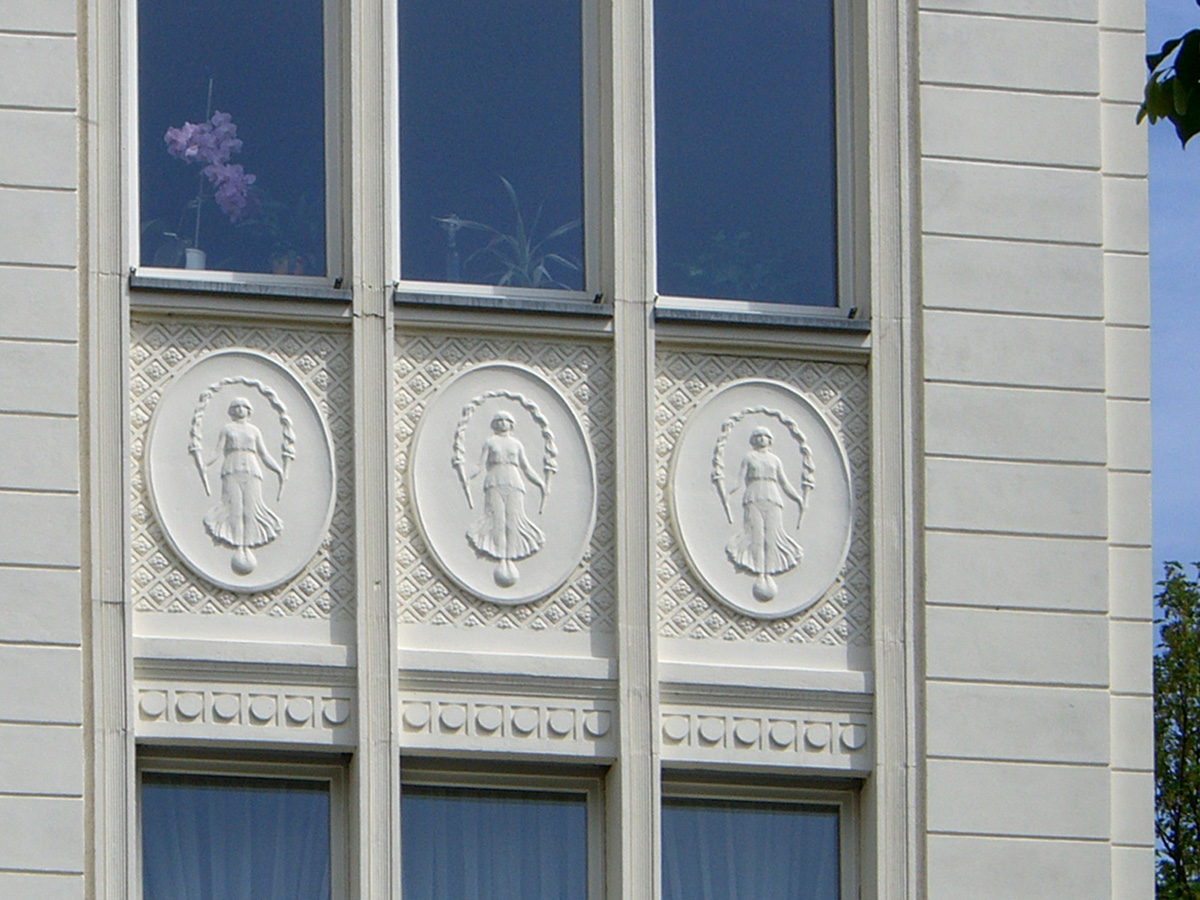
Détail de la façade de la August-Bebel-Straße
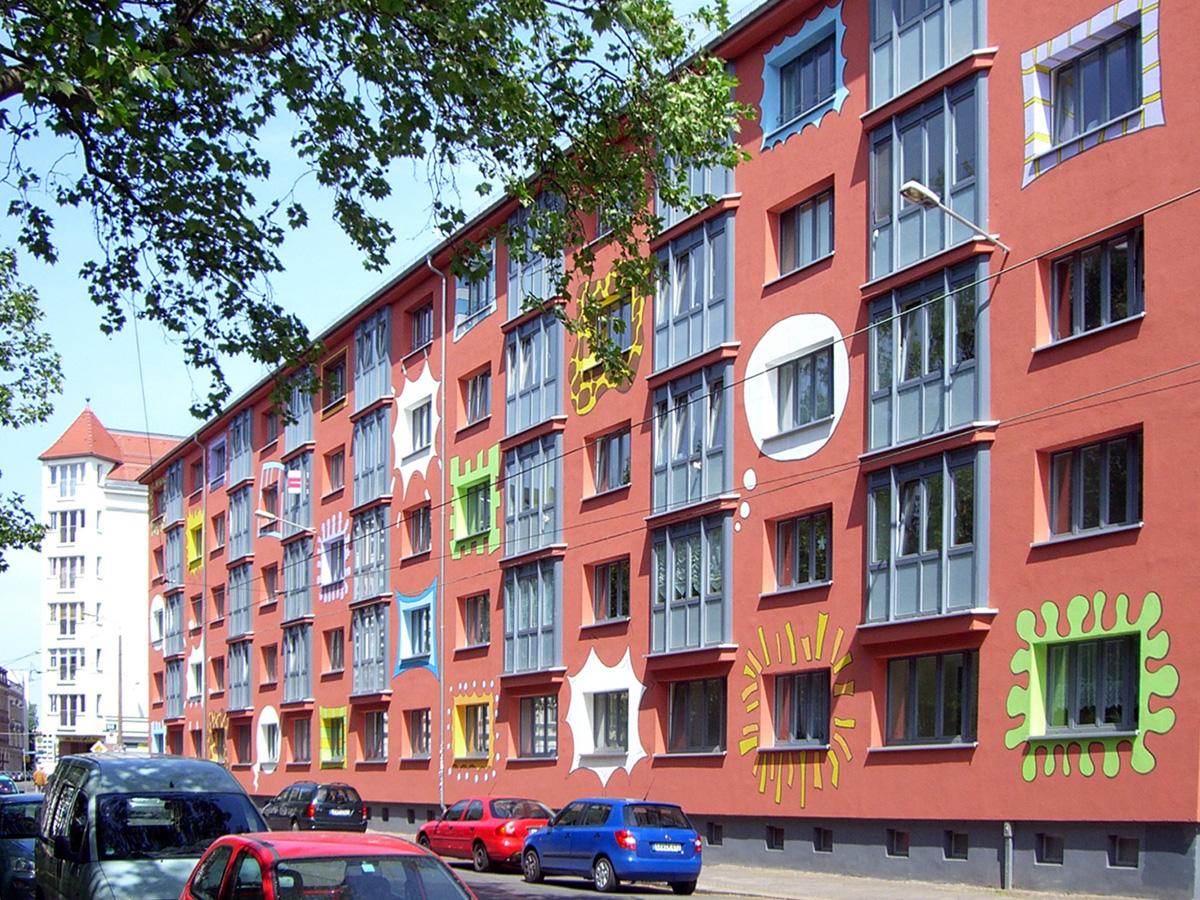
Nouveau bâtiment rénové de la RDA sur la Arthur-Hoffmann-Straße

### Culture et loisirs

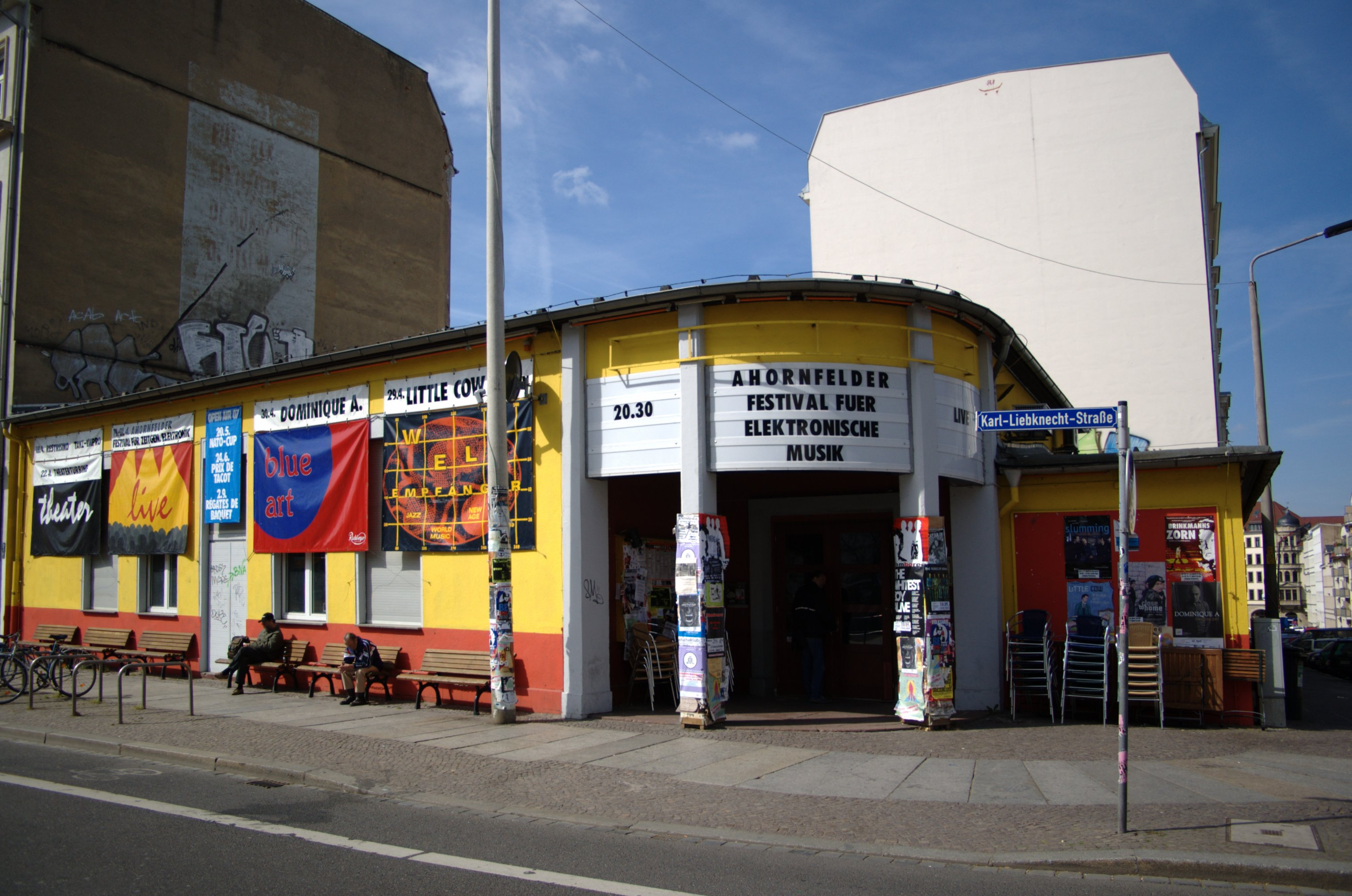
Entrée de naTo

La Karl-Liebknecht-Straße, avec ses nombreux restaurants, pubs et cafés de rue ainsi que ses petites boutiques, est un endroit apprécié pour se promener et se détendre. Comme les sujets abordés sont très variés, certains qualifient également ce quartier de Südvorstadt de quartier branché.
Le centre culturel et de communication naTo était autrefois une « Maison de la culture du Front national de la République démocratique allemande »). Il est actuellement géré par l’association naTo e. V. centre culturel et de communication et propose des concerts, du cinéma d’art et d’essai, des lectures littéraires, des représentations théâtrales et des événements sur des thèmes politiques,. La Distillery est plus spéciale. C’est le plus ancien club techno d’ Allemagne de l’Est et l’un des quinze clubs techno les plus connus et les plus influents d’Allemagne. Dans la « Haus Steinstraße », la « Haus Steinstraße e. V. – Association pour la culture, l’éducation et les contacts » propose des programmes culturels et éducatifs pour les enfants et les jeunes dans le cadre d’ateliers sur le théâtre, la danse, la musique, la peinture, le graphisme, l’impression, la céramique, les nouveaux médias, l’invention et la construction. Le bâtiment abrite également le DachTheater Leipzig, une scène pour les enfants et les jeunes acteurs amateurs. Les professionnels, quant à eux, maîtrisent les émissions de télévision avec participation du public telles que « Riverboat » ou « Sonntag! » (en français : dimanche !) dans les studios de Media City.

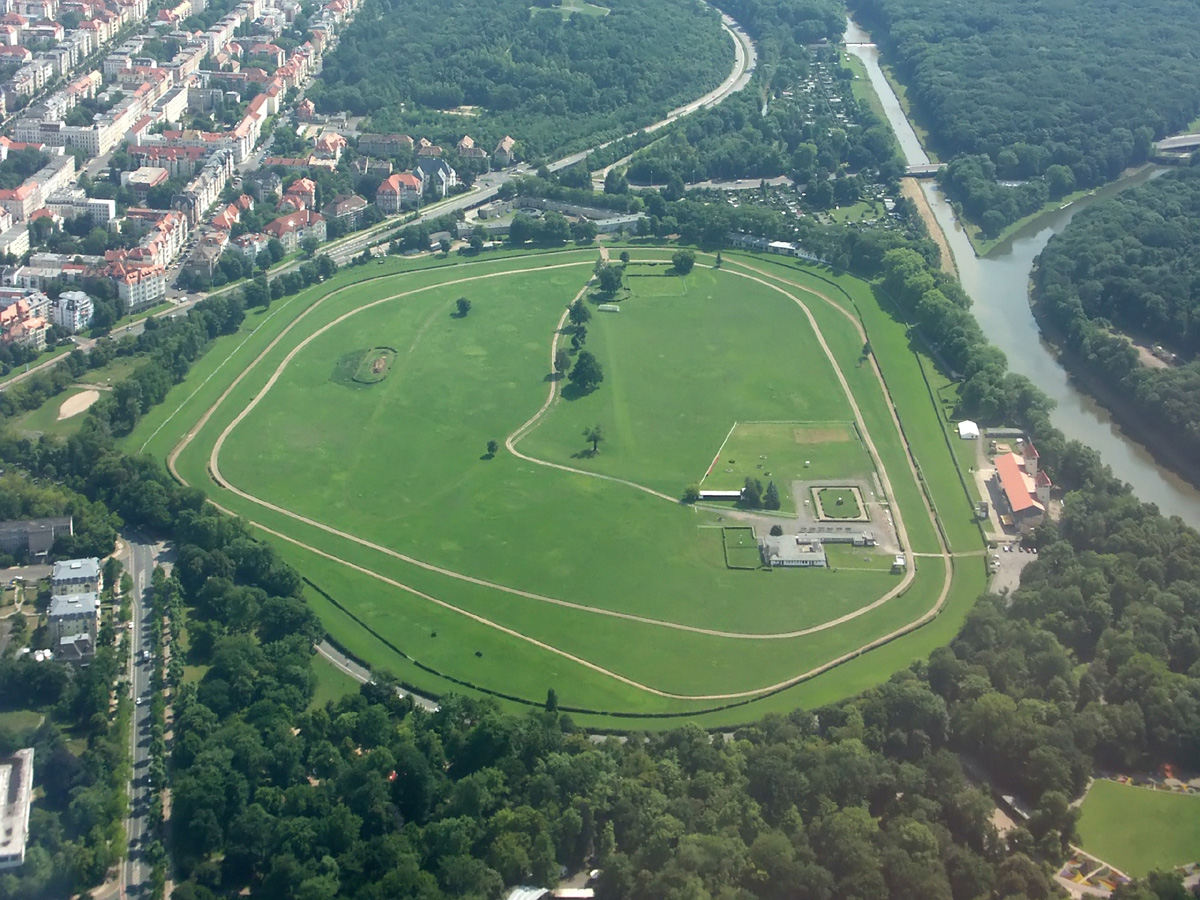
Site des courses de chevaux de Scheibenholz

Le traditionnel hippodrome de Scheibenholz forme la transition vers le parc et la forêt riveraine. En 1867, c'était le quatrième hippodrome à être créé en Allemagne, mais aujourd'hui, il n'accueille que quelques courses par an.
Le Fockeberg, qui fait également partie du quartier Südvorstadt, a été créé à partir des décombres de la ville mais est aujourd'hui recouvert de forêt. Il offre une vue sur toute la ville et constitue un lieu de détente apprécié. Des sports (course de Fockeberg) et d'autres compétitions y sont organisés.
Au sud du hippodrome se trouve le jardin familial « Südvorstadt », fondé en 1874. Il s'agit du deuxième plus ancien complexe de jardins familiaux de Leipzig.

## Trafic

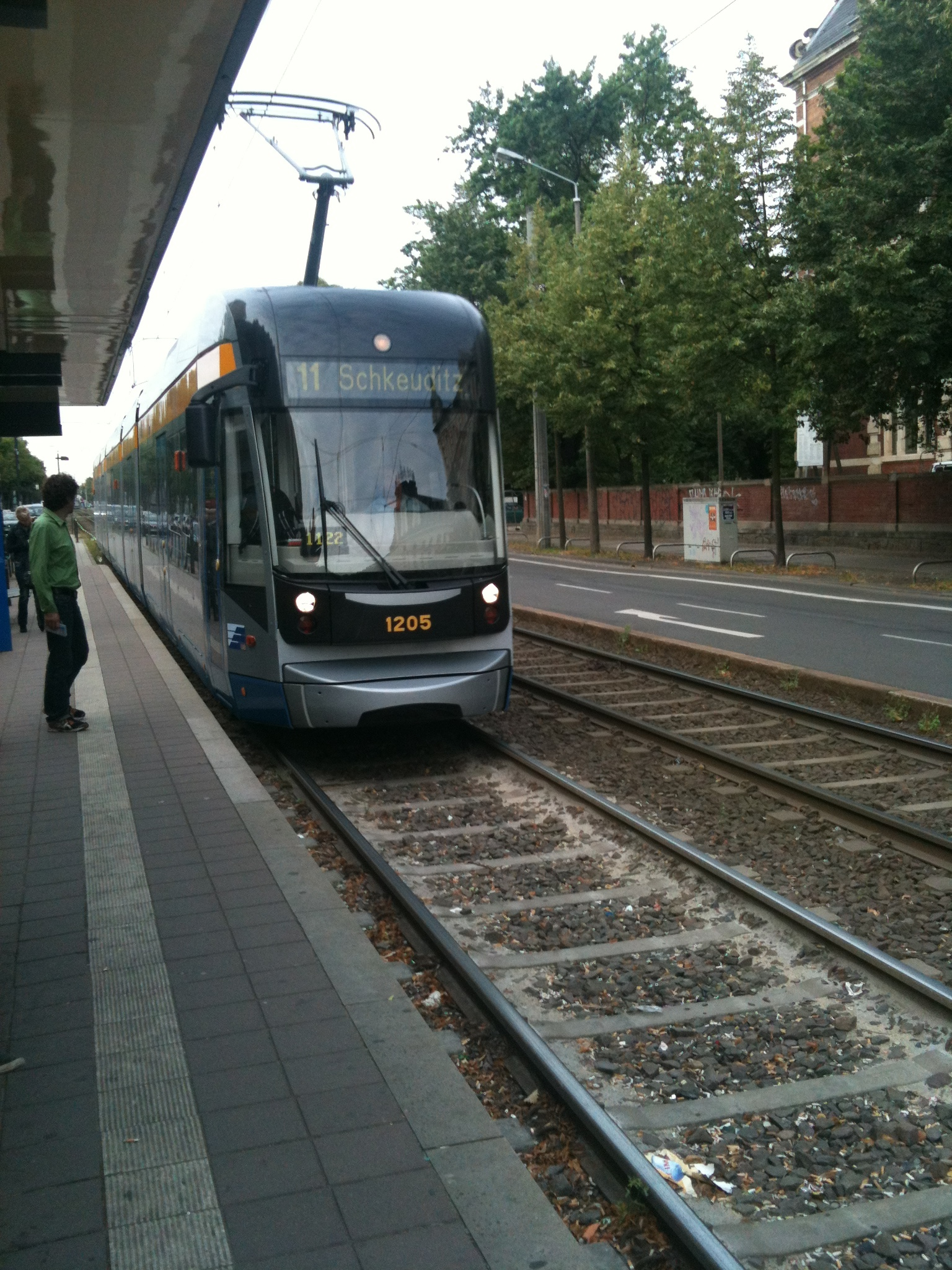
Arrêt du tram sur Karl-Liebknecht-Straße (2012)

Les principales rues de la Südvorstadt sont, dans le sens nord-sud, la Karl-Liebknecht-Straße (anciennement Süd- ou Adolf-Hitler-Straße), qui est considérée comme une promenade, la Arthur-Hoffmann-Straße (anciennement Bayrische Straße), la August-Bebel-Straße (anciennement Kaiser-Wilhelm-Straße) qui est aménagée comme une avenue avec de nombreux bâtiments représentatifs, et la Wundtstraße comme liaison à quatre voies vers la Bundesstraße 2 (B 2). Dans le sens est-ouest, la Richard-Lehmann-Straße (= B 2, anciennement Kaiserin-Augusta-Straße) longe la frontière sud du quartier. Autrefois, la liaison par la Kurt-Eisner-Straße (anciennement Kronprinz-Straße) vers les quartiers du sud-est était interrompue par la ligne de chemin de fer. Aujourd'hui, on y trouve la rampe du tunnel urbain de Leipzig et une liaison routière entre Kurt-Eisner et Semmelweisstraße via le pont Semmelweis, construit entre 2009 et 2010.
Les lignes de tramway 9, 10 et 11 ainsi que les lignes de bus 60, 70, 74 et 89 traversent la Südvorstadt. Toutes les lignes du S-Bahn d'Allemagne centrale (S 1 - S 6) qui passent par le tunnel urbain s'arrêtent à la gare MDR de Leipzig, à l'extrémité est du quartier (accès par la Semmelweisstraße).
La Kochstraße revêt une importance historique en matière de transport. C'était l'ancienne voie de liaison entre Leipzig et Connewitz, également connue sous le nom de Connewitzer Chaussee. Elle faisait autrefois partie de la route commerciale médiévale Via Imperii. À partir de 1872, le tramway hippomobile de Leipzig l'empruntait jusqu'à Connewitz.